# Diecezja Sheffield
Diecezja Sheffield (ang. Diocese of Sheffield) – diecezja Kościoła Anglii w północnej Anglii, w metropolii Yorku. Została erygowana 23 stycznia 1914 r. na terytorium należącym wcześniej do diecezji Yorku.
Na czele diecezji stoi biskup diecezjalny z tytułem biskupa Sheffield, którego wspiera biskup pomocniczy, tytułowany biskupem Doncaster. Ponadto w zarządzie diecezją bierze udział trzech archidiakonów o wyznaczonych geograficznie obszarach odpowiedzialności.